# نيكولاس ماكليود
نيكولاس ماكليود هو لاعب شطرنج كندي، ولد في 8 فبراير 1870 في كيبك في كندا، وتوفي في 27 سبتمبر 1965 في سبوكين في الولايات المتحدة.

## وصلات خارجية
- نيكولاس ماكليود على موقع مباريات الشطرنج (الإنجليزية)
- نيكولاس ماكليود على موقع 365Chess.com (الإنجليزية)